# Dimensão (geometria)
Dimensão, do latim dimensĭo, é um aspecto ou uma faceta de algo. O conceito tem diversos usos de acordo com o contexto. Pode tratar-se de uma característica, de uma circunstância ou de uma fase de algo ou de algum assunto.
Exemplos: “A dimensão política do problema é o que mais me preocupa”, “Acho que o deputado não consegue entender o tratado em todas as suas dimensões”, “Os críticos destacaram a dimensão política do filme”.
A dimensão também pode ser a área, o volume, a amplitude ou a longitude de uma superfície, de um corpo ou de uma linha: “Quando faleceu, o meu pai deixou-me um campo de grandes dimensões nos arredores da cidade”, “Temos de comprar um novo sofá com dimensões apropriadas para caber no espaço disponível do salão”, “A equipa nunca tinha jogado num estádio com estas dimensões”.
A utilização do conceito de dimensão como medida de espaço ou tamanho pode ser simbólica: “O atleta chileno regressou para o seu país depois de conseguir um feito de dimensões inéditas para o atletismo sul-americano”, “O caso de corrupção supôs um caso de dimensões imensas para a política europeia”, “Não imaginava uma repercussão de semelhante dimensão”.

Para a física, as dimensões são as magnitudes de um conjunto que permitem definir um fenómeno. No universo, reconhecem-se três dimensões espaciais e uma dimensão temporal. Uma pessoa pode mover-se para a frente/trás; para cima/baixo; para a esquerda/direita; ou combinando qualquer um desses três movimentos
Conhece-se como 3D (três dimensões) a técnica que permite recolher informação visual tridimensional para criar uma ilusão de profundidade numa imagem. Pode-se falar, desta forma, de filmes 3D, televisores 3D, etc.